# Buñuelos del Ampurdán

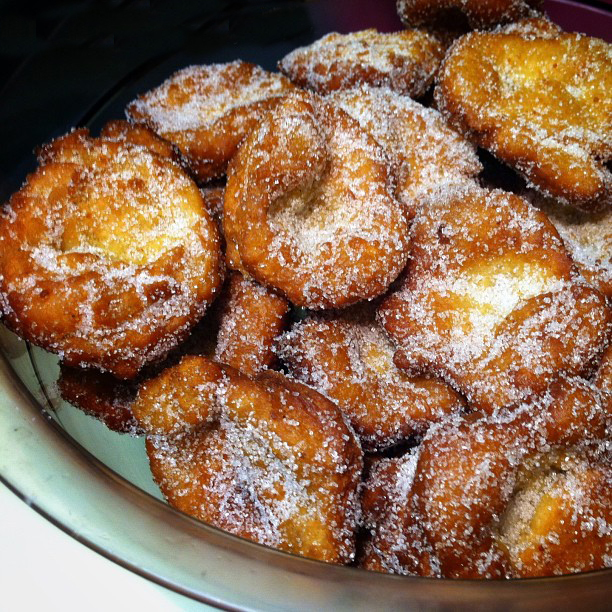
Brunyols de l'Empordà

Los Buñuelos de l'Empordà (catalán: Brunyols de l'Empordà)  es un plato de postres que se empieza a comer por Cuaresma y es durante la Semana Santa cuando tiene su momento culminante. Los ingredientes para elaborarlos son: harina, agua o leche, levadura de París, sal, matafaluga, grasa de cerdo, aceite de oliva o mantequilla, limón, huevos, azúcar, anís o garnatxa. La forma habitual es hinchada, como de una esfera aplastada y su textura es compacta, más bien a densa. Una de sus características diferenciales es el ligero gusto de matafaluga y que no tienen agujero. Se pueden encontrar en pastelerías y panaderías de l'Empordà.

## Marca de garantía Productos de l'Empordà
Los Bunyuelos de l'Empordà son un producto adherido a la Marca de garantía Productos de l'Empordà. Los pasteleros y panaderos adheridos a Productos de l'Empordà tienen que superar periódicamente los controles de un laboratorio alimentario que certifica la calidad en las diferentes fases del producto para recibir la certificación.
Es un sello alimentario que tiene por objetivo personalizar y reconocer los productos propios de l'Empordà y ayudar a promocionar su comercialización. Este distintivo certifica la calidad y el origen ampurdanés del productos.